# Osmanska riket under första världskriget

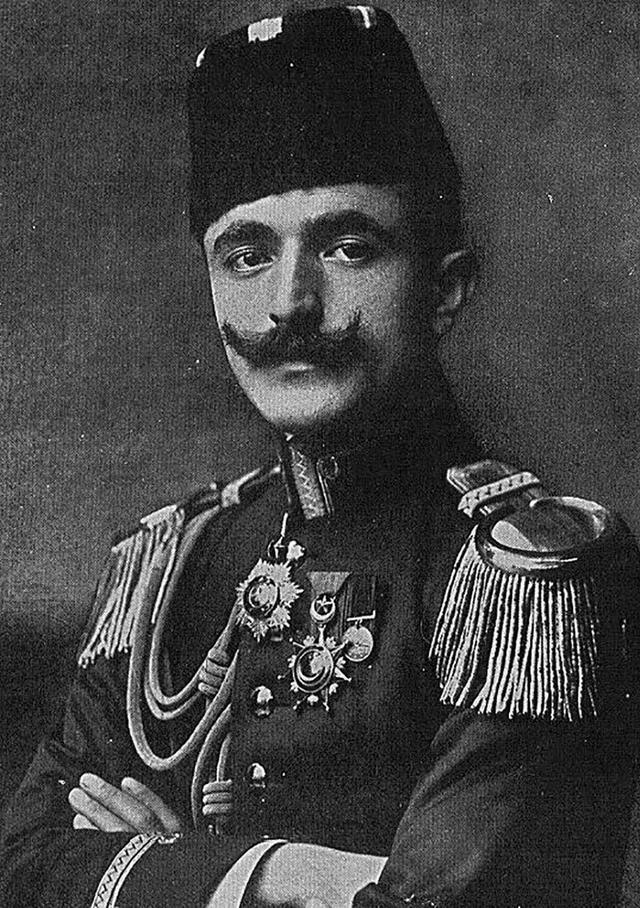
Enver Pascha (1881-1922), osmansk generalstabschef och krigsminister 1914.

Osmanska riket anslöt sig till centralmakterna efter att ett hemligt avtal om osmansk-tysk allians skrevs under 2 augusti 1914. Osmanska riket hotade i och med detta Ryssland i norr samt den brittiska Suezkanalen och britternas handel med Indien, Iran och Egypten i söder.

## Den strategiska uppmarschen
Arméns mobilisering var fullbordad i slutet av oktober, och omedelbart därefter tog den strategiska uppmarschen sin början. Härvid avsågs att samla huvudkrafterna vid Dardanellerna till skydd för Konstantinopel. Tre av den osmanska härens fem arméer, 1:a, 2:a och 5:e arméerna koncentrerades vid Dardanellerna med huvudkrafterna på den europeiska sidan. Arméerna räknade tillsammans 18 divisioner med en sammanlagd styrka av 300 000 man. 3:e armén - omkring åtta divisioner med tillsammans 120 000 man - samlades i Armenien nära kaukasiska gränsen och 4:e armén - omkring fem divisioner med tillsammans 75 000 man - i Syrien och Palestina. I Mesopotamien kvarlämnades en svag division, medan övriga där förlagda trupper (tre divisioner ) sändes till den kaukasiska fronten och Syrien. Av den i Arabien förlagda divisionen drogs huvuddelen upp mot Sinaihalvön. Förutom nu nämnda reguljära trupper organiserades en del irreguljära trupper av kurder,araber och framför allt assyrier vid gränsen mot Kaukasien samt i Syrien och Mesopotamien

## Kriget mot Ryssland

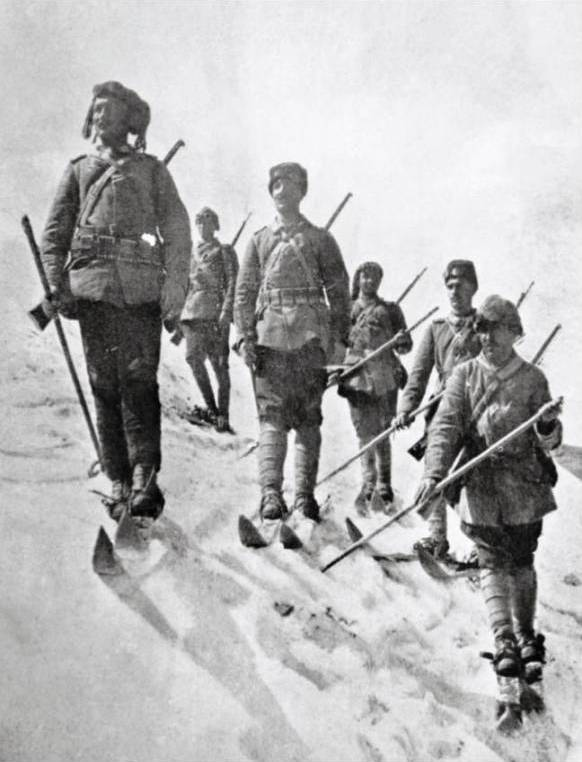
Osmansk skidpatrull i Kaukasus.

### Kriget i Armenien och Kaukasien
För Kaukasiens försvar förfogade den ryske ståthållaren general Ilarion Vorontsov-Dasjkov till en början över en armékår och en reservdivision förutom talrika kosacktrupper. I december tillkom ytterligare en armékår (från Turkestan). Operationerna började de första dagarna i november med att ryssarna inföll i Armenien och framryckte mot Erzurum. De möttes dock den 10 november vid Köprüköy av den osmanska huvudstyrkan under Hassan Izzet pascha. Ryssarna blev slagna och gick tillbaka över gränsen, förföljda av osmanerna, vilka senare framryckte dels i riktning mot Kars, dels mot Batum vid Svarta havet. Operationerna avstannade dock snart på grund av kölden och transportsvårigheter. Först den 20 december, nu med Enver Pascha som den 3:e osmanska arméns chef, återupptog osmanerna framryckningen, men led vid årsskiftet ett allvarligt nederlag vid Sarikamisch (sydväst om Kars). Osmanerna gick nu på hela fronten tillbaka mot gränsen, och det planerade anfallet mot Batum måste uppges.

### På gränsen mot Persien
Vid Persiens gräns utkämpades även mot slutet av året, utan något egentligt resultat, flera strider, dels söder om Vansjön i Armenien, dels väster om Urmia i nordvästra Persien, vars neutralitet inte respekterades av någon av de krigförande.

## Kriget mot Storbritannien
I syfte att framtränga till och avbryta förbindelsen på den för Storbritanniens krigföring betydelsefulla Suezkanalen i Egypten inföll i början av november en osmansk häravdelning om 65 000 man under general Djemal pascha på Sinaihalvön. Till följd av transportsvårigheter - endast två dåliga vägar förde genom Sinaiöknen - och vattenbrist nådde endast ett mindre, förutsänt detachement fram till kanalens närhet före årets slut, dock utan att kunna uträtta något emot de mycket betydande brittiska försvarskrafterna - förutom den reguljära egyptiska armén bestående av indiska och australiska kontingenter samt en brittisk territorialdivision med flera trupper under befäl av general John Grenfell Maxwell.

### Kriget i Mesopotamien
För att, sedan krigstillstånd med Osmanska riket efter den 1 november faktiskt inträtt, fatta fast fot vid Persiska vikens norra ända landsattes den 7-15 november en indisk division under general Arthur Barrett vid Shatt al-Arabs mynning och ryckte fram mot den viktiga handelsstaden Basra, försvarad av en osmansk division. Denna senare blev slagen vid Sahil, och britterna besatte Basra den 22 november. Därefter fortsatte de dels utmed Tigris på väg mot Bagdad, varvid de intog Kurna, dels åt nordöst utmed Karun in i Persien, där de satte sig i besittning av de rika oljefälten omkring Maidan-i-Naftun.
Som en konsekvens av freden i Brest-Litovsk hade det osmanska Armenien utvidgats med en del områden i Transkaukasus. För att försäkra Osmanska riket om områdena i fråga, utvidga den osmanska intressesfären samt sätta sig i besittning av södra delen av landet, ryckte den osmanske överbefälhavaren Enver Pascha in i dessa områden (Batum, Ardahan och Kars). På sommaren 1918 sände även Tyskland en förstärkt division sjövägen till Georgien, vilken lyckades tränga fram till Tbilisi. Osmanerna och tyskarna krigade därefter ända till i slutet av september med ryska trupper (såväl reaktionära som bolsjevikiska) i landet.
Även i nordvästra Persien pågick under året ett krig mellan osmanerna och britterna. Detta ledde till att britterna efter hand erövrade större delen av landet.
I Mesopotamien utvidgade britterna sitt ockuperade område längs både Tigris och Eufrat.
På Palestinafronten gick Allenby i februari till anfall mot osmanernas ställning öster om Jerusalem och trängde dem tillbaka över Jeriko mot och över Jordanfloden, som sålunda kom att utgöra ett stöd för Allenbys högra flank, medan den vänstra stöddes mot det av den brittiska flottan, vars medverkan i striderna var av stort värde, som behärskade Medelhavet. Ett i mars gjort försök att avskära den från Damaskus ledande Hedjasbanan, som gick öster om och jämlöpande med Jordan, omkring 50 km från dennas nedre lopp, misslyckades. Den brittiska arméavdelningen (två divisioner och kamelkåren) blev nämligen slagen den 28-30 mars och måste i början av maj återgå väster om Jordan. Operationerna återupptogs den 17 september, då Allenby med omkring åtta infanteri- och fyra beridna divisioner (tillsammans omkring 70 000 man) gick till anfall mot den osmanska ställningen från kusten norr om Jaffa över Efraimhöjderna och Tell Asur (25 km norr om Jerusalem) till Jordan norr om Jeriko. Denna ställning hölls besatt (från höger till vänster) av 8:e, 7:e och 4:e osmanska arméerna med 12 svaga infanteridivisioner och en kavalleridivision (tillsammans omkring 40 000 man). Överbefälet fördes sedan årets början av Otto Liman von Sanders.
Allenby riktade huvudanfallet mot osmanska ställningens båda flyglar, som omfattades, varefter hela ställningen uppgavs. Den osmanska hären anträdde ett flyktliknande återtåg och råkade slutligen i upplösningstillstånd. Britterna följde hack i häl efter. Den 25-28 september hade det brittiska kavalleriet nått linjen Dara–Gennesaret–Nasaret, och den 1 oktober besattes Damaskus utan motstånd. Framryckningen fortsattes utan uppehåll. Den 26 oktober hade britterna nått fram till Bagdadbanan vid Aleppo, och innan månadens slut var i det närmaste hela Syrien i ententens våld. Redan den 19 september hade britterna tagit över 75 000 fångar och stora mängder förråd. Den 30 oktober avslöt den osmanska regeringen i Mudros ett vapenstillestånd med ententemakterna, i vilket bland annat stadgades, att Dardanellerna och Bosporen skulle öppnas för dessa senare samt att den osmanska hären i Syrien skulle dras tillbaka bakom Taurus och demobilisera.

## Slaget vid Gallipoli

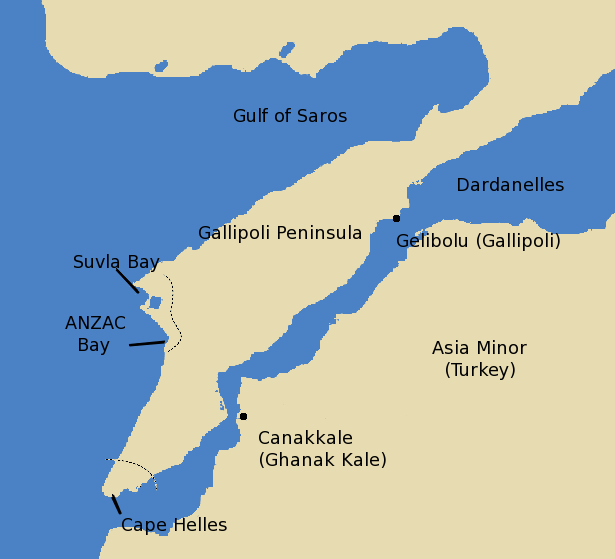
Karta över halvön.

I slutet av 1914 hade kriget på västfronten helt stannat av och arméerna hade grävt ned sig i skyttegravar. Kostsamma anfall ledde ingen vart och både Storbritannien och Frankrike hade intresse av att öppna en ny front. Redan i november 1914 hade den franske justitieministern Aristide Briand föreslagit att en brittisk-fransk expeditionskår på 400 000 man skulle skickas till Saloniki i Grekland för att på så sätt förmå Rumänien och Bulgarien att ansluta sig till ententen och gå till attack mot Österrike-Ungern. Den franske överbefälhavaren Joffre motsatte sig förslaget eftersom han inte ville avstå från trupper.
Den 2 januari 1915 skickade den ryske överbefälhavaren ett telegram till London där han bad om en diversion för att försvåra för den osmanska offensiven mot Ryssland i Kaukasus. Den brittiske krigsministern Kitchener föreslog för marinministern Churchill att en offensiv operation skulle igångsättas mot Dardanellerna. Från denna halvö hade osmanerna kontroll över inloppet till Svarta havet med hjälp av artilleri. Sundet var också minerat.
Den 18 mars försökte en brittisk-fransk fartygsstyrka, tolv brittiska slagskepp och fyra franska slagskepp tvinga sig igenom sundet samtidigt som de besköt artilleriställningarna. Fartygsminorna var dock ett alltför svårt vapen; tre fartyg sjönk, tre fartyg sattes ur stridbart skick och fyra blev svårt skadade. Det stod klart att ett försök att ta sig igenom sundet endast skulle lyckas om man med hjälp av landstigning skulle kunna slå ut de rörliga artilleripjäser som osmanerna besköt farleden med.
Den 25 april landsteg brittiska, australiensiska och nyzeeländska trupper. Motståndarna var få men väl placerade i bergen vid landstigningsplatserna och kunde tillfoga inkräktarna stora förluster. Den 27 april gick osmanerna till motanfall men lyckades inte köra bort sina fiender från stränderna. De fortsatta offensiverna ifrån maj till augusti kan kännetecknas av enorma förluster och ingen eller så gott som ingen erövrad terräng.
Situationen försvårades ytterligare när Bulgarien anslöt sig till centralmakterna vilket innebar att centralmakterna kunde skicka hjälp till Osmanska riket obehindrat. Britterna öppnade också en front vid Saloniki vilket konkurrerade om tillgängliga resurser. Till slut beslöt Kitchener att evakuera trupperna. Evakueringen genomfördes från den 28 december till den 8 januari 1916. Då hade uppskattningsvis 44 000 allierade soldater omkommit medan den osmanska armén förlorat 87 000.